# Liborio Solís
Liborio Solís Marturet (ur. 21 marca 1982 w Maracay) – wenezuelski bokser, były mistrz świata WBA Super i IBF w kategorii supermuszej.

## Kariera zawodowa
Jako zawodowiec zadebiutował 15 grudnia 2000 roku. Miał długą przerwę od boksu, gdy ostatnią walkę stoczył w 2002 roku, powrócił dopiero w 2007. Do 2009 roku stoczył kolejnych 5 walk, z których 4 wygrał i 1 przegrał, zdobywając mistrzostwo kraju w wadze super muszej.
15 kwietnia 2011 roku pokonał Kolumbijczyka Oswaldo Mirandę i zdobył pas WBA Fedelatin w wadze koguciej. 22 października obronił tytuł, kiedy pokonał jednogłośnie na punkty byłego mistrza świata WBA, Rafaela Concepciona.
10 grudnia 2011 roku zdobył tymczasowe mistrzostwo świata WBA w wadze super muszej. Pokonał niejednogłośnie na punkty (117-111, 117-111, 111-117) Meksykanina José Salgado. Tytuł obronił 28 kwietnia 2012 roku, pokonując jednogłośnie na punkty Argentyńczyka Santiago Acostę.
6 maja 2013 r. otrzymał szansę walki o mistrzostwo świata WBA w kategorii junior koguciej. Jego rywalem był Japończyk Kōhei Kōno, który zdobył tytuł 31. grudnia 2012 r. Mistrz świetnie rozpoczął pojedynek, posyłając Solísa na deski już w 2. rundzie. Wenezuelczyk doszedł do siebie, a w 8. rundzie doprowadził do liczenia Kono. Po 12. rundach decyzją większości zwyciężył Liborio Solís, odbierając rywalowi mistrzostwo. 3. grudnia 2013 r., Wenezuelczyk zunifikował tytuły WBA Super i IBF, pokonując niejednogłośnie na punkty Daiki Kamedę.